# هانس راج هانس
هانس راج هانس (بالهندية: हंस राज हंस؛ بالإنجليزية: Hans Raj Hans) هو مغني هندي، ولد في 30 نوفمبر 1953.

## وصلات خارجية
- الموقع الرسمي
- هانس راج هانس على موقع IMDb (الإنجليزية)
- هانس راج هانس على موقع ميوزك برينز (الإنجليزية)
- هانس راج هانس على موقع ديسكوغز (الإنجليزية)
- هانس راج هانس على موقع قاعدة بيانات الفيلم (الإنجليزية)